# Fritillaria rhodia
Fritillaria rhodia är en liljeväxtart som beskrevs av Alfred Hansen. Fritillaria rhodia ingår i Klockliljesläktet och i familjen liljeväxter. Inga underarter finns listade.

## Bildgalleri

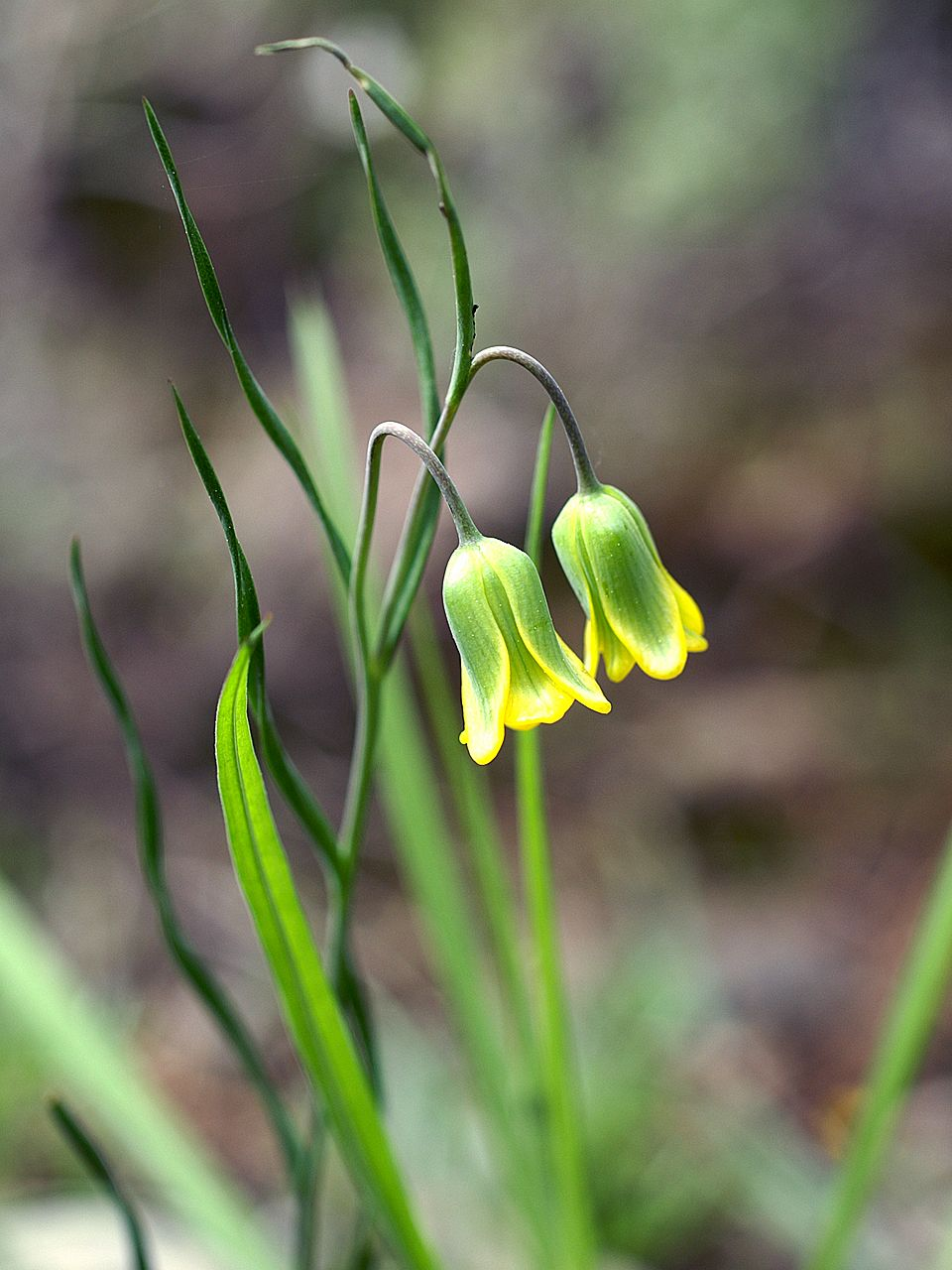